# خط علوي (رمز رياضي)

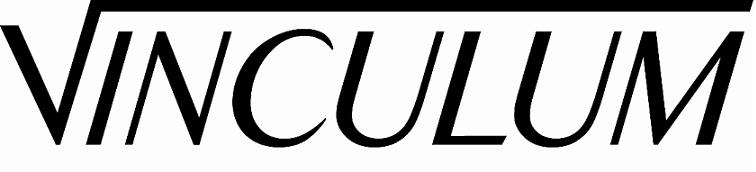
الخط العلوي

الخط العلوي (بالرومية: vinculum وِنكُلُم) الذي يوضع فوق الرموز الرياضية في التعابير الرياضية والترميز الرياضي يستخدم للدلالة على أن الرموز تشكل زمرة. كلمة Vinculum اللاتينية تأخذ عدة معاني منها الربط، التقييد والتي توحي باستخدام هذا الرمز.
بعض الأمثلة على استخدامه في أعداد الفاصلة العشرية المتكررة بشكل لانهائي، مثلاً:
{\displaystyle {\frac {1}{3}}=0.333333\dots =0.{\overline {3}}.}
كما يستخدم الخط العلوي أحياناً في الجبر البولياني للتعبير عن نفي أي تعبير مثلاً:
{\displaystyle {\overline {AB}}.}
في الفيزياء تستخدم للتعبير عن الأجسام المضادة. مثلاً الرمزان {\displaystyle p} و{\displaystyle {\overline {p}}}، هما رمزان يشيران إلى البروتون ونقيض البروتون على الترتيب.
يجب عدم الخلط بين الخط العلوي فوق الرموز والحروف وبين إشارة الشعاع. مثلاً {\displaystyle {\overrightarrow {AB}}}.